# Composti organici volatili
La classe dei composti organici volatili, (COV) o VOC (dall'inglese Volatile Organic Compounds), comprende diversi composti chimici le cui molecole contengono gruppi funzionali diversi: tali composti nel loro insieme hanno comportamenti fisici e chimici differenti, ma sono accomunati dal fatto che presentano un'elevata volatilità, caratteristica, ad esempio, dei comuni solventi organici aprotici apolari, come i diluenti per vernici e benzine.
Tali composti comprendono gli idrocarburi liquidi in condizioni normali (contenenti, come elementi unici, carbonio e idrogeno, e che si dividono in alifatici e aromatici) e i composti contenenti ossigeno, cloro o altri elementi oltre al carbonio e l'idrogeno (detti "eteroatomi", come le aldeidi, gli eteri, gli alcooli, gli esteri, i clorofluorocarburi (CFC) e gli idroclorofluorocarburi (HCFC).
La legislazione italiana definisce "composti organici volatili" quei composti organici che, alla temperatura di 293,15 K (20 °C), abbiano una pressione di vapore di 0,01 kPa o superiore.

## Composti organici volatili, biogenici ed antropogenici
I composti organici volatili si suddividono in tre categorie, in relazione alle fonti di provenienza:
- composti antropogenici, originati principalmente dalle attività umane, come i solventi derivati del petrolio e i prodotti delle combustioni; includono il benzene, il toluene, il metano, il tetracloruro di carbonio, l'etano, ecc. In particolare, l'uso industriale di combustibili fossili produce COV, direttamente dai prodotti (per esempio benzina), o indirettamente come sottoprodotti (ad esempio gas di scarico dei veicoli a motore).
- composti biogenici di origine prevalentemente naturale, come i terpeni (α-pinene, β-pinene, limonene, sabinene, ecc.), che sono contenuti negli oli essenziali vegetali;
- composti antropogenici e biogenici, come l'isoprene (largamente sintetizzato a livello industriale per la produzione di materie plastiche e gomme sintetiche).

## Fonti antropiche
Si è stimato che le fonti antropogeniche emettano complessivamente circa 142 milioni di tonnellate di carbonio all'anno sotto forma di composti organici volatili.

### Componenti specifici

#### Vapori di cottura
I vapori di cottura contribuiscono per un 10-30% sulle emissioni di composti organici volatili, con una dominanza variabile in base all'orario e alla densità delle cucine e ristoranti, con produzione di Aldeidi a catena lunga.

#### Pitture e rivestimenti
Una delle principali fonti dei VOC antropogenici sono sostanze presenti nella formulazione dei rivestimenti, in particolare nelle vernici e nei rivestimenti protettivi. I solventi generalmente vengono emessi da film protettivi o decorativi. I solventi tipici sono gli idrocarburi alifatici, l'etil acetato, gli eteri glicolici, e l'acetone.
L'impatto ambientale di tali VOC è considerevole, anche a causa dell'enorme quantitativo di prodotti che contengono tali sostanze: infatti si stima che sul pianeta Terra vengano prodotti, ogni anno, circa 12 miliardi di litri di vernici.
A causa dei costi, dei rischi ambientali e di regolamentazioni sempre più stringenti, le industrie di vernici e rivestimenti hanno, nel corso del tempo, adottato soluzioni che comportino l'uso di solventi ad acqua, anche per la produzione di vernici acriliche.

#### Clorofluorocarburi e clorocarburi
I clorofluorocarburi (CFC), il cui utilizzo è stato bandito in molti Paesi, sono stati ampiamente utilizzati sia nei prodotti per la pulizia che nei fluidi refrigeranti. Il tetracloroetilene è ampiamente utilizzato nel lavaggio a secco e dall'industria.

#### Benzene
Il benzene è un VOC antropogenico cancerogeno presente nel fumo di tabacco, nei carburanti stoccati, e nell'evaporazione delle benzine (ad esempio dalle auto in stazionamento). Il benzene viene emesso anche da fonti naturali come i vulcani e gli incendi boschivi spontanei. Spesso viene usato per realizzare altri prodotti chimici per la produzione di materie plastiche, resine e fibre sintetiche. Il composto evapora rapidamente, e il suo vapore, più pesante dell'aria, si accumula nelle zone basse, aumentandone così il rischio per la salute e la sicurezza. Il consumo di cibo e acqua contaminati da benzene può indurre vomito, vertigini, eccessiva sonnolenza diurna, tachicardia, e morte.

#### Cloruro di metilene
Il cloruro di metilene è un VOC molto pericoloso per la salute umana. Si può trovare in adesivi e vernici spray, e provoca cancro negli animali.
Secondo la normativa italiana, i prodotti contenenti cloruro di metilene debbono essere utilizzati all'esterno. Negli ambienti chiusi, è necessaria una ventilazione adeguata.

#### Percloroetilene
Anche il percloroetilene è un VOC che si è dimostrato generare il cancro negli animali. È sospettato inoltre di produrre diversi sintomi respiratori correlati alla sua esposizione. Il percloroetilene è usato per lo più nei lavaggi a secco. Per evitare l'esposizione è quindi necessaria una completa asciugatura degli indumenti prima di indossarli.

#### Metil-terz-butil etere
Il MTBE venne vietato negli Stati Uniti intorno al 2004, al fine di limitare l'ulteriore contaminazione dell'acqua potabile, dovuta principalmente a perdite dei serbatoi di stoccaggio sotterranei di benzina, in cui è stato usato per aumentare il numero di ottano o come additivo antidetonante.

#### Formaldeide
Anche questo è un composto cancerogeno. Molti materiali da costruzione, come vernici, adesivi, pannelli da parete e soffitto, piastrelle sintetiche, emettono lentamente formaldeide, in grado di irritare le mucose e possono aumentare l'irritazione e la suscettibilità ad ulteriori aggressioni chimiche. Le emissioni di formaldeide dal legno di produzione industriale e da laminati plastici su legno, sono comprese tra 0,02 e 0,04 ppm. Un'elevata umidità relativa e temperature elevate favoriscono una maggior vaporizzazione della formaldeide dei materiali legnosi.

### Aria interna
Dal momento che le persone trascorrono la maggior parte del loro tempo a casa o in un ufficio, l'esposizione a lungo termine ai VOC in un ambiente interno, può contribuire alla sindrome da edificio malato. Negli uffici e nelle case, nuovi arredi, rivestimenti murali, e apparecchiature per ufficio come fotocopiatrici, e ovviamente le combustioni delle stufe e il fumo del tabacco, possono liberare VOC. Una buona ventilazione e il condizionamento dell'aria sono utili a ridurre le emissioni. Gli studi dimostrano anche che leucemia e linfoma possono aumentare in caso di esposizione prolungata a VOC nell'ambiente interno.

### Regolamento in interni di emissioni di VOC
Per definire correttamente i VOC, viene usata dalla maggioranza delle nazioni una serie di metodi di misurazione dei composti organici:
- adsorbimento di aria su Tenax TA
- chromosorb
- carbone attivo e simili adsorbenti
- desorbimento termico
- separazione gascromatografica su una colonna capillare
- analisi in massa
- ionizzazione di fiamma.

I VOC appaiono nel cromatogramma e sono generalmente compresi tra n-esano e n-esadecano. Dalle analisi a cui si sottopongono i VOC si possono identificare, oltre ai VOC, i VOC (composti organici molto volatili) e i SVOC (composti organici semivolatili).
I VOC inoltre vengono inquadrati in una serie di standard internazionali e normative, tra cui:
- la ISO 16000-6
- la ISO 13999-2
- la VDI 4300-6
- il tedesco AgBB evaluating scheme
- il tedesco DIBt approval scheme
- il GEV testing method di EMICODE.

Alcune panoramiche, oltre a valutare le emissioni di VOC, sono state raccolte e sono state comparate. Francia e Germania hanno emanato regole volte a limitare le emissioni di COV dei prodotti commerciali, così sono stati sviluppati nel tempo una serie di marchi ecologici volontari, come:
- EMICODE[10]
- M1[11]
- Blue Angel[12]
- Indoor Air Comfort.[13]

 Negli Stati Uniti sono utilizzate diverse norme. Ad esempio in California lo standard maggiormente utilizzato è il CDPH Sezione 01.350.

## Emissioni biogeniche
L'importanza delle emissioni biogeniche, soprattutto in alcune zone, è divenuta evidente, quando si sono comparate le stime di BVOC alle stime di emissioni antropogeniche. Negli Stati Uniti, ad esempio, nel 1990 venne stimata un'emissione biogenica di composti organici volatili pari a 30.860 tonnellate all'anno, contro 21.090 tonnellate all'anno di VOC antropogenici. La quantità di emissioni biogeniche è maggiore delle emissioni antropogeniche, soprattutto nel periodo estivo e in concomitanza dell'aumento del quantitativo di ozono, in particolare nelle zone rurali.
 

### Le interazioni con l'atmosfera e il suolo
Le emissioni di carattere biogenico sono di particolare importanza per la loro influenza sul bilancio totale del carbonio e sulla capacità di reazione con l'ozono, i radicali OH e NO3, nella produzione di inquinanti atmosferici come l'ozono, gli aldeidi, i chetoni, i perossidi organici ed il monossido di carbonio. La distribuzione dei VOC è dovuta alla somma tra le sorgenti che li emettono, e le reattività chimiche proprie di ogni composto.
Nelle aree rurali la concentrazione di idrocarburi insaturi può aumentare a causa delle emissioni provenienti sia dal suolo che dalla vegetazione. Nelle aree forestali il contributo delle sorgenti naturali diventa notevole, portando ad un significativo effetto sulla chimica e la fotosintesi a scala locale, regionale o globale.
Anche gli incendi, lontano da aree industrializzate o aree urbane, possono divenire una fonte di idrocarburi insaturi, in grado di alterare la composizione dei gas a livello traccia. La vegetazione è la sorgente principale delle emissioni VOC biogeniche. Si calcola che la vegetazione emetta circa la metà degli idrocarburi biogenici (THC) non metanici, tra cui isoprene, terpene e emiterpene. Su scala globale si stima che la vegetazione emetta 1,2 1015 gC anno−1, un quantitativo pari alle emissioni globali di metano (CH4).
È inoltre in dubbio che le emissioni di composti organici volatili da parte della vegetazione costituiscano una parte non trascurabile del carbonio rilasciato in atmosfera, anche se la loro alta reattività e grandi variazioni spaziali e temporali dei tassi di emissione, conducono ad un'estrema variabilità della concentrazione. I BVOC sono spesso suddivisi in 4 classi: isoprene (C5H8), monoterpeni (C10Hx), VOC reattivi (ORVOC) (CxHyOz) ed altri (OVOC).
Le prime stime del numero di composti organici rilasciati dalla vegetazione hanno individuato oltre 300 composti differenti, compresi idrocarburi ed isoprenoidi. Tale numero venne successivamente aumentato per comprendere alcoli, aldeidi, chetoni ed esteri, fino a contare più di 1.000 composti. La sola famiglia dei monoterpeni include più di mille strutture, tra volatili e semivolatili. Il potenziale produttivo di composti organici volatili dalle piante è ben illustrato nella figura seguente, che evidenzia, inoltre, come i VOC siano prodotti da molti diversi compartimenti della pianta e come essi siano il prodotto di differenti processi fisiologici:

### I VOC biogenici
I composti organici di origine biogenica sono suddivisi in tre categorie: isoprene, monoterpeni ed altri, che contribuiscono con quote del 44%, 11% e del 45%, rispettivamente, alle emissioni totali annuali di VOC biogenici
L'isoprene viene classificato come un prodotto secondario ed è l'unità chimica base dei monoterpeni e degli altri composti terpenoidi. Prodotti secondari erano considerati tutte quelle sostanze come ad esempio gli alcaloidi, i tannini e i terpeni, che, prima di studi sul significato fisio-ecologico di questi metaboliti, si riteneva non fossero coinvolte nei processi metabolici essenziali per le piante.
Tra i metaboliti secondari i terpenoidi costituiscono il più vasto gruppo di composti vegetali. Queste sostanze sono caratterizzate da una comune unità strutturale, l'isoprene, e comprendono sia gli ormoni che altre sostanze aventi un ruolo fondamentale nel metabolismo della pianta.
I monoterpeni hanno una struttura di 2 unità con 5 atomi di carbonio (C5) e comprendono strutture (C10) mono-, bi-, e tricicliche. L'emissione di monoterpeni è indipendente dalla luce, tranne che nelle querce sclerofille Mediterranee, come la Quercia ilex e la Quercia coccifera. Mentre è nota la modalità di formazione ed emissione dei monoterpeni in molte piante, come ad esempio per le conifere, non sono ancora certi i meccanismi enzimatici della formazione dei monoterpeni nelle querce mediterranee. Il Quercus ilex, ad esempio, produce vari composti, prevalentemente α-pinene e β-pinene. Il marcamento isotopico di questi composti con 13CO2 ha suggerito come la sintesi sia localizzata prevalentemente nei cloroplasti fogliari.

### Il ruolo ecologico dei terpenoidi
Dei metaboliti secondari si conosce il ruolo nell'allelopatia, nella protezione termica, della difesa chimica, come attrattori per l'impollinazione, e come agenti fitopatici. Molti terpeni o composti derivati sono tossici per la cellula vegetale, in quanto determinano una drastica riduzione del numero di mitocondri, alterano la respirazione e l'attività fotosintetica, e diminuiscono la permeabilità della membrana cellulare. Tale tossicità costituisce un vero e proprio schermo biochimico contro l'attacco di insetti, funghi e microbi. Si sta infine indagando sul ruolo svolto dai terpenoidi anche nei meccanismi di difesa attiva della pianta.
È stato ipotizzato che alcuni terpenoidi, in particolare l'isoprene, abbiano una funzione protettiva nei confronti di stress termici tipici in ambienti desertici, evitando la denaturazione delle membrane esposte ad elevate temperature. I metaboliti secondari si accumulano solitamente in condizioni di stress ed è stato notato come, in alcune condizioni, le emissioni di isoprene vengano aumentate da condizioni di stress. Inoltre il grado di termo-tolleranza dipende dal quantitativo di isoprene contenuto nelle piante. I terpeni rivestono un ruolo non solo nella repulsione e attrazione di insetti fitofagi ma anche nell'attrazione di insetti impollinatori.

## L'interazione con la chimica della troposfera
I composti organici volatili svolgono un ruolo chiave nella chimica a breve termine della troposfera e determinano un importante impatto sui cambiamenti globali, inclusi i cambiamenti climatici. Questi possono:
- accrescere il tempo di vita di gas come il metano, attraverso l'ossidazione dei radicali OH e la produzione di CO;
- contribuire alla diffusione (backscattering) degli aerosoli attraverso la formazioni di aerosoli e di nuclei di condensazione delle nubi;
- aumentare la deposizione acida in alcune aree attraverso la formazione di acidi organici;
- controllare la formazione di ozono a livello della troposfera;
- influenzare il bilancio globale del carbonio.

Ai fini di una valutazione dell'impatto dei composti organici volatili sulla formazione di ozono a livello locale, regionale e globale, e il possibile impatto sull'aumento della temperatura, sono necessarie stime accurate delle emissioni di VOC biogenici. I due composti più abbondanti e largamente studiati sono l'isoprene ed i monoterpeni, a causa della loro alta reattività e della loro importanza nel determinare la quantità di rimescolamento degli OH.
Tra i composti volatili più reattivi, per quanto riguarda la produzione di O3, c'è l'isoprene, con un tempo di vita in atmosfera di sole 1±2 h. I composti organici volatili reagiscono rapidamente con radicali ossidrili (·OH), ozono (O3) e nitrato (NO3-). Tali reazioni portano alla formazione di specie chimiche secondarie che possono accrescere i livelli di ozono e altri ossidanti in ambienti ricchi di ossidi di azoto.
La reazione tra i VOC e gli OH può aumentare il livello di metano, essendo gli OH il maggior pozzo di assorbimento atmosferico (sink) per il metano. È stato stimato che le emissioni di VOC hanno l'effetto globale di aumentare il tempo di vita del metano del 15% e di incrementare il livello di ozono del 18% (Baldocchi et al. 2001).
L'ozono si forma dall'ossidazione fotochimica dei composti organici volatili in presenza di ossidi di azoto (NOx = NO + NO2). I processi di ossidazione che conducono alla produzione di ozono iniziano con la fotolisi di diverse molecole. La produzione di ozono dipende in modo non lineare dalla presenza di ossidi di azoto e dalle emissioni di composti organici. La figura seguente mostra la produzione di ozono come funzione degli ossidi di azoto a vali livelli di concentrazione di VOC, entrambi fattori limitanti per la produzione di ozono.
Tassi produzione di ozono come funzione degli ossidi di azoto a vali livelli di concentrazione di VOC: